# Opper-Silezisch voetbalkampioenschap 1920/21
In 1920/21 werd het tiende Opper-Silezisch voetbalkampioenschap gespeeld, dat georganiseerd werd door de Zuidoost-Duitse voetbalbond. 
Beuthener SuSV 09 werd kampioen en plaatste zich voor de Zuidoost-Duitse eindronde. De club verloor met 1-0 van ATV Liegnitz.

## Finaleronde

### Deelnemers
| Club                              | Gekwalificeerd als     |
| --------------------------------- | ---------------------- |
| Beuthener SuSV 09                 | Kampioen van Beuthen   |
| TV Vorwärts Gleiwitz              | Kampioen van Gleiwitz  |
| FC Preußen 06 Ratibor             | Kampioen van Ratibor   |
| Verein Oppelner Sportfreunde 1919 | Kampioen van Oppeln    |
| FC Preußen 05 Kattowitz           | Kampioen van Kattowitz |

### Groepsfase
| Plaats | Club                              | Wed. | W | G | V | Saldo | Ptn |
| ------ | --------------------------------- | ---- | - | - | - | ----- | --- |
| 1.     | Beuthener SuSV 09                 | 4    | 3 | 0 | 1 | 14:8  | 6:2 |
| 2.     | TV Vorwärts Gleiwitz              | 4    | 2 | 1 | 1 | 10:9  | 5:3 |
| 3.     | FC Preußen 06 Ratibor             | 4    | 1 | 2 | 1 | 6:8   | 4:4 |
| 4.     | Verein Oppelner Sportfreunde 1919 | 3    | 1 | 0 | 2 | 5:8   | 2:4 |
| 5.     | FC Preußen 05 Kattowitz           | 3    | 0 | 1 | 2 | 3:5   | 1:5 |

|  | Kampioen, geplaatst voor Zuidoost-Duitse eindronde |